# Понікев (Мазовецьке воєводство)
Понікев (пол. Ponikiew) — село в Польщі, у гміні Пултуськ Пултуського повіту Мазовецького воєводства.
Населення — 115 осіб (2011).
У 1975—1998 роках село належало до Цехановського воєводства.

## Демографія
Демографічна структура станом на 31 березня 2011 року:
|          | Загалом | Допрацездатний вік | Працездатний вік | Постпрацездатний вік |
| -------- | ------- | ------------------ | ---------------- | -------------------- |
| Чоловіки | 62      | 11                 | 43               | 8                    |
| Жінки    | 53      | 8                  | 29               | 16                   |
| Разом    | 115     | 19                 | 72               | 24                   |